# Wijtiwci (rejon chmielnicki)
Wijtiwci (ukr. Війтівці) – wieś na Ukrainie, w obwodzie winnickim, w rejonie chmielnickim, nad Chwosą, siedziba administracyjna hromady. W 2022 roku liczyła 1700 mieszkańców.